# João Lourenço (ciclista)
João Lourenço (Silves, Faro, 25 de febrero de 1917 - septiembre de 1998) fue un ciclista portugués, profesional entre 1939 y 1947, cuyos mayores éxitos deportivos los obtuvo en la Vuelta a España al obtener 1 victoria de etapa en la edición de 1946, y en la Vuelta a Portugal donde logró un total de 16 victorias de etapa.

## Palmarés
| 1939 - Circuito de los Campeones - 1 etapa de la Vuelta a Marruecos 1940 - 6 etapas en la Vuelta a Portugal 1941 - 10 etapas en la Vuelta a Portugal 1942 - 1 etapa en la Volta a Cataluña - Vuelta a Mallorca - Campeonato de Portugal en Ruta | 1943 - Circuito a Malveira 1944 - 1 etapa en la Volta a Cataluña 1946 - 2 etapas en la Vuelta a Portugal - 1 etapa en la Vuelta a España 1947 - 3 etapas en la Vuelta a Portugal |